# BLAG Linux And GNU
BLAG Linux And GNU is een GNU/Linuxdistributie die geheel op basis van vrije software ontwikkeld is door de Brixton Linux Action Group. De ontwikkeling van BLAG is gericht op gebruiksvriendelijkheid en een eenvoudige installatie vanaf een LiveCD. BLAG is ontwikkeld op basis van Fedora en is bedoeld voor een brede groep gebruikers.

## Brixton Linux Action Group
De Brixton Linux Action Group stelt zich ten doel om de verspreiding van vrije software te bevorderen, de doelen van de Free Software Foundation te ondersteunen en de exclusieve controle van bedrijven over informatie- en communicatietechnologie te bestrijden. BLAG profileert zich als een anarchistisch activistische community-based actiegroep.
Gebruikers en ontwikkelaars van BLAG communiceren bij voorkeur via de sociaalnetwerksite bij identi.ca en irc-kanalen bij indymedia. De documentatie van BLAG wordt bijgehouden op een wiki bij aktivix.org. Vanaf het begin was Jeff Moe alias jebba de drijvende kracht achter BLAG.
De naam BLAG is behalve een dubbel recursief acroniem ook een geuzennaam. In het cockney, dat door de arbeidersklasse in Brixton gesproken wordt, heeft blag een ruime betekenis die vertaald kan worden met rechtmatig stelen. Een BLAG-distributie is een fork waarvan de basis van Fedora "gestolen" is waarna de propriëtaire onderdelen uit de software verwijderd zijn.

## Software
Vanaf de LiveCD wordt BLAG 140k geïnstalleerd als een compleet Linux-platform. De applicaties voor internet-, office- en multimediatoepassingen die van de LiveCD geïnstalleerd worden hebben bijna alle gebruikers van laptops of desktopcomputers regelmatig nodig. Naast de software van de LiveCD kan software uit de grote repositories geïnstalleerd worden die afkomstig zijn van Fedora 14 met daarin applicaties op alle mogelijke terreinen. BLAG gebruikt de RPM Package Manager met een gebruiksvriendelijke PackageKit frontend voor het pakketbeheer.

### LiveCD
Vanaf de LiveCD installeert BLAG 140k een GNOME desktopomgeving en een openbox windowmanager met een aantal toepassingen waaronder:
- office: AbiWord tekstverwerker, Gnumeric spreadsheetprogramma;
- spelletjes: GNOME Games;
- grafisch: GIMP grafisch programma, inkscape tekenprogramma;
- internet GNU IceCat webbrowser, Sylpheed e-mail- en newsclient, Transmission BitTorrent Client;
- programmeren: Bluefish, een IDE voor de ontwikkeling van websites;

De vormgeving van de icons en de achtergrond geven BLAG een heel eigen karakter. Met een half dozijn muisklikken kan een gebruiker overschakelen op elke andere gewenste vormgeving van de GNOME-desktop.

### Linux-libre
BLAG gebruikt een Linux-libre kernel waaruit de propriëtaire blobs verwijderd zijn. In 2006 was gNewSense begonnen om met een find-firmware en een gen-kernel-script de blobs uit de Linux-kernel te verwijderen. In 2007 is dit initiatief door Jeff Moe en BLAG overgenomen waarna met hetzelfde doel de twee deblob-scripts verder zijn ontwikkeld. De Zuid-Amerikaanse afdeling van de Free Software Foundation, de FSFLA, heeft de verdere ontwikkeling van de deblob-scripts en GNU Linux-libre vanaf 2009 op zich genomen.

## Geschiedenis
BLAG ging op 22 oktober 2002 van start met de BLAG 7993 alpha-versie. De eerste stabiele versie van BLAG, BLAG 8000, was gebaseerd op Red Hat Linux 8 en verscheen op 29 april 2002. BLAG werd vanaf 2003 verspreid op een LiveCD met XFree86 en een handvol packages en de apt-get en Synaptic package managers. In maart 2004 kwam de BLAG uit met een Xfce desktop en de toevoeging van ongeveer 200 packages waaronder de Apache webserver.
BLAG 10000 was gebaseerd op Fedora Core 1 met repositories van DAG, FreshRPMS, Newrpms, Dries en ATrpms. Vanaf de uitgave van BLAG 30000 in 2005 gaat de ontwikkeling van BLAG sneller. Tot medio 2008 blijven de verschillende releases elkaar in hoog tempo opvolgen. De meest recente stabiele versie is blag 140000 (Spartakus) die voor het eerst verscheen op 4 mei 2011. BLAG 140k is gebaseerd op Fedora 14.

### Stabiele versies
| Versie | Uitgavee datum | Naam         |
| ------ | -------------- | ------------ |
| 8000   | 29/04/2003     |              |
| 8001   | 23/09/2003     |              |
| 9000   | 04/11/2003     |              |
| 9001   | 07/12/2003     | spike        |
| 9002   | 12/04/2004     | trike        |
| 10000  | 08/06/2004     | borrow       |
| 30000  | 20/04/2005     | iceberg      |
| 30001  | 12/08/2005     | lederhosen   |
| 30002  | 03/02/2006     | Johannesburg |
| 30003  | 29/03/2006     | bicycle      |
| 50000  | 10/07/2006     | grass        |
| 50001  | 23/08/2006     | smack        |
| 50002  | 27/09/2006     | mendoza      |
| 50003  | 29/11/2006     | sancerre     |
| 60000  | 01/14/2007     | flout        |
| 60001  | 10/05/2007     | odd          |
| 70000  | 12/11/2007     | sugarwater   |
| 90000  | 15/07/2008     | chlorine     |
| 90001  | 21/07/2008     | oxygen       |
| 140000 | 04/05/2011     | spartakus    |